# 逍遙法外 (第一季)
《逍遙法外》第一季（英語：How to Get Away with Murder Season 1）於ABC自2014年9月25日播至2015年2月26日，共15集。2014年7月於電視評論家協會記者會上宣布《逍遙法外》第一季集數僅會有15或16集。
2015年5月7日，ABC官方正式宣布續訂第2季。

## 故事
安娜莉絲·基汀，是位擁有高知名度的律師，同時兼任米爾頓大學法律系教授，每年她會遴選出五位傑出的學生到她的事務所工作，而此五位學生為衛斯·吉賓斯、康納·沃許、米凱拉·普萊特、亞瑟·麥爾史東與蘿瑞爾·卡斯提洛。第一季主軸在於安娜莉絲的丈夫山姆·基汀，以及山姆的情婦萊拉·史坦嘉兩者的死亡事件真相。

## 卡司
| - 薇拉·戴維絲 飾演 安娜莉絲·基汀教授 - 比利·布朗 飾演 奈特·黎西 - 阿爾弗雷德·伊諾奇 飾演 衛斯·吉賓斯 - 傑克·法洛希 飾演 康納·沃許 - 凱媞·范德雷 飾演 蕾貝卡·沙特 - 雅佳·娜歐蜜·金 飾演 米凱拉·普萊特 - 馬特·麥高瑞 飾演 亞瑟·麥爾史東 - 凱拉·蘇薩 飾演 蘿瑞爾·卡斯提洛 - 查理·韋伯 飾演 法蘭克·迪爾菲諾 - 麗莎·薇爾 飾演 邦妮·溫特巴頓 | - 馬西雅·蓋·哈登 飾演 漢娜·基汀 - 湯姆·維里卡 飾演 山姆·基汀 - 琳恩·威特菲爾德 飾演 梅莉·沃克 - 艾莉西雅·瑞納 飾演 溫蒂·帕克斯 - 艾波兒·帕克·瓊斯 飾演 克萊兒·布萊絲 - 阿俊·賈普納 飾演 肯恩 - 康拉德·里卡摩拉 飾演 奧利佛·漢普頓 - 埃里耶·奈特 飾演 艾登·沃克 - 萊尼·普拉特 飾演 葛里芬·歐萊利 - 梅根·維斯特 飾演 萊拉·史坦嘉 |

### 客串
- 史蒂芬·韋伯 飾演 麥斯·聖·文森
- 伊麗莎白·帕金斯 飾演 瑪蓮·楚道爾
- 約翰·波西（英语：John Posey (actor)） 飾演 威廉·麥爾史東
- 西西莉·泰森 飾演 歐菲莉亞·哈克尼斯
- 蜜雪兒·賀德（英语：Michelle Hurd） 飾演 亞曼達·溫斯洛普
- 莎拉·伯恩斯（英语：Sarah Burns） 飾演 艾蜜莉·辛克萊爾

## 製作

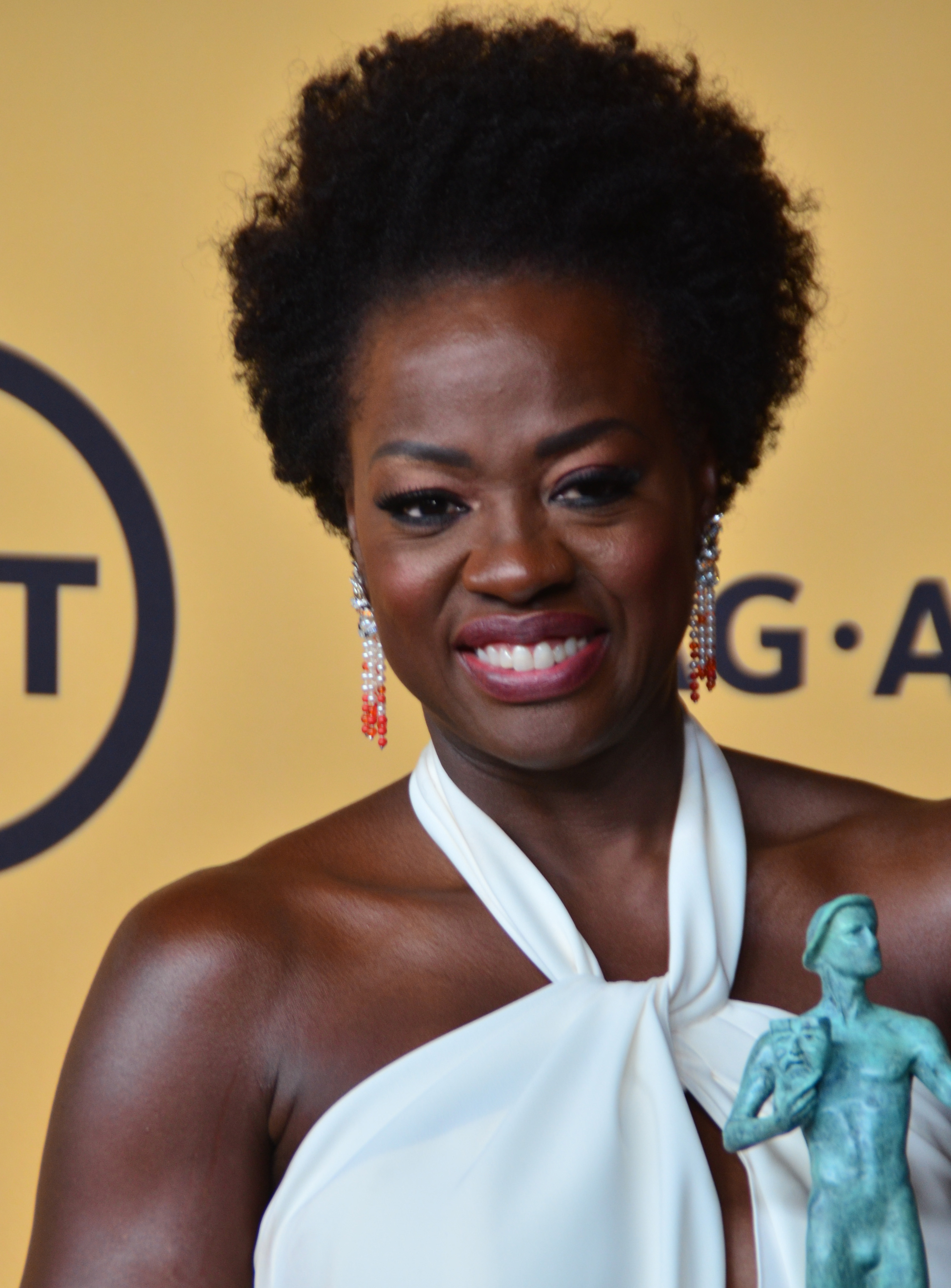
薇拉·戴維絲擔綱主要角色安娜莉絲·基汀

2013年8月19日，ABC向Shondaland製作公司購買了原創故事，並由珊達·萊梅斯與貝西·碧兒絲擔任製作。試播集的腳本由《實習醫生》製作人之一的彼得·諾沃克執筆。2013年12月19日，ABC宣布預訂試播集。試播集於加利福尼亞州之洛杉磯的南加州大學；賓夕法尼亞州的費城、布林莫爾之布林莫爾學院以及學院村之烏爾西努學院取景。並由麥克爾·奧佛執導。2014年5月8日，ABC將試播集訂於2014年－2015年電視季度首播。2014年7月，電視評論家協會新聞之旅報導本劇第一季將僅有15－16集左右，而其原因是因薇拉·戴維絲有其他戲約的關係。2014年10月9日，ABC宣布預訂全季集數15集。

### 選角

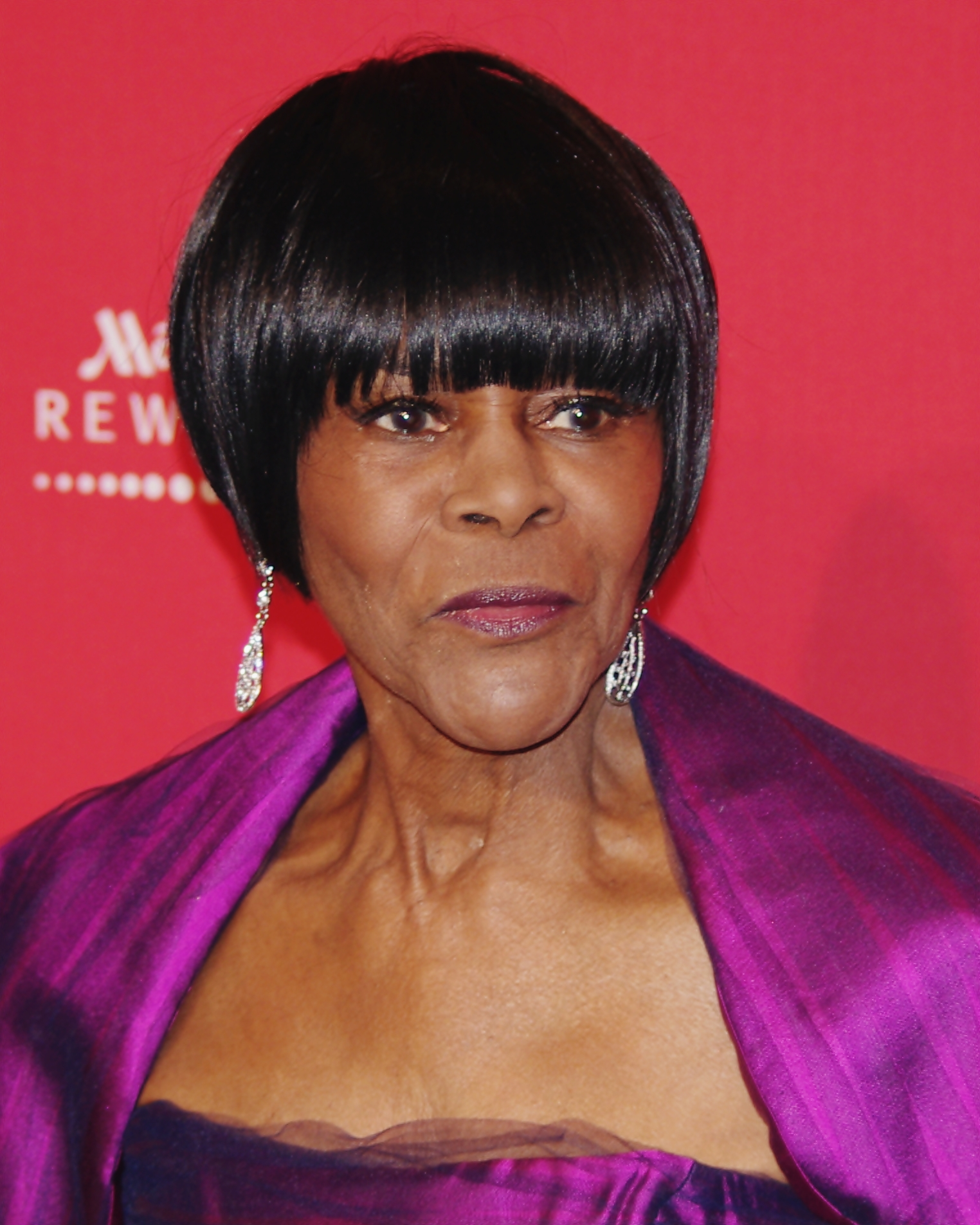
茜茜莉·泰森飾演安娜莉絲的母親歐菲莉亞

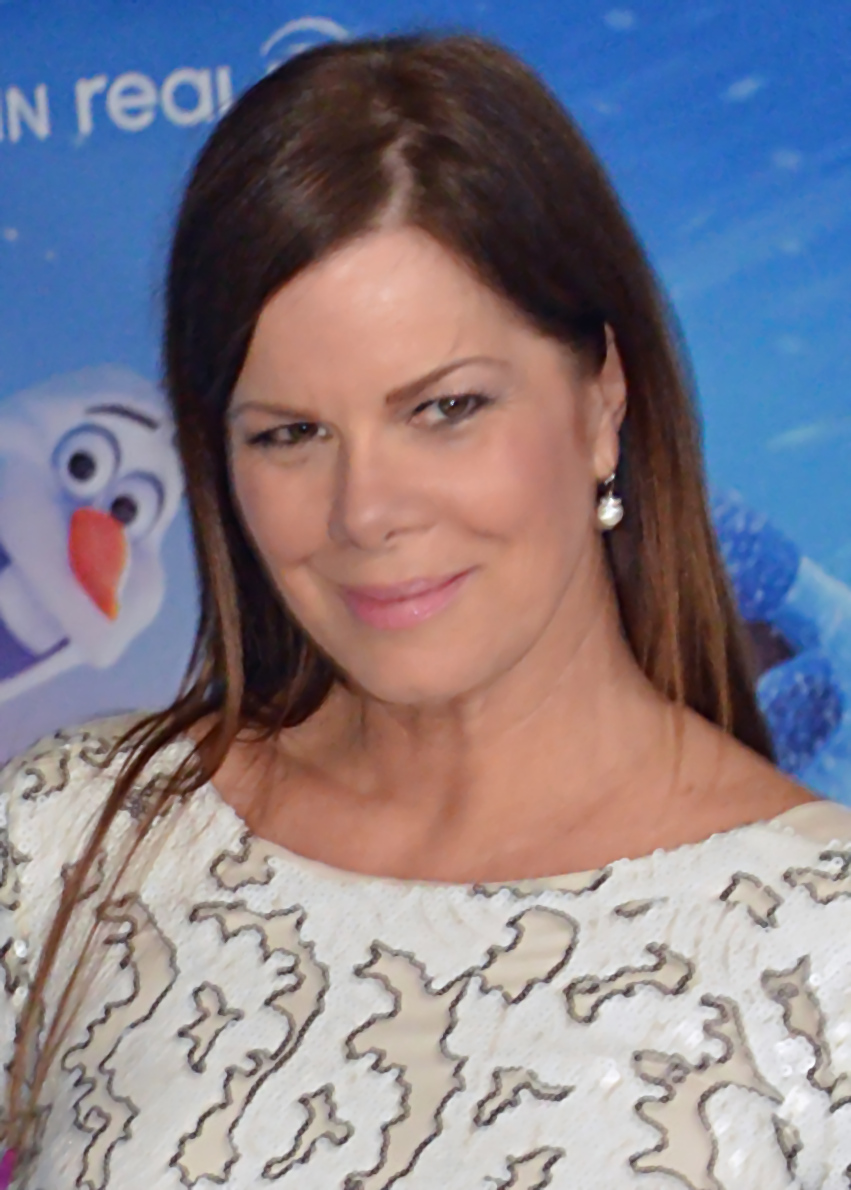
奧斯卡得主馬西雅·蓋·哈登飾演漢娜·基汀

第一季共有10位主演。薇拉·戴維絲於劇中飾演著名律師兼米爾頓大學法律系教授的女主角安娜莉絲·基汀。比利·布朗飾演警探奈特·黎西，此角為安娜莉絲的戀人，同時欲證實山姆牽涉於萊拉死亡事件中。獲選可至安娜莉絲事務所工作的共有五位學生－極富正義感的衛斯·吉賓斯，由阿爾弗雷德·伊諾奇飾演；狡猾世故、無情自戀的同性戀學生康納·沃許，由傑克·法洛希飾演；擁有極高野心，欲像安娜莉絲一般成功的米凱拉·普萊特，由雅佳·娜歐蜜·金飾演；來自法律世家的貴公子亞瑟·麥爾史東，由馬特·麥高瑞飾演；有著唯心主義者的蘿瑞爾·卡斯提洛，由凱拉·蘇薩飾演。凱媞·范德雷飾演衛斯充滿神秘的鄰居蕾貝卡·沙特，其涉入萊拉死亡事件中，後來更與衛斯相戀。查理·韋伯飾演安娜莉絲的員工法蘭克·迪爾菲諾。麗莎·薇爾飾演安娜莉絲的副手邦妮·溫特巴頓。
常設角色：湯姆·維里卡飾演安娜莉絲的丈夫山姆·基汀，並涉入萊拉死亡事件中，後被衛斯等人殺害。梅根·維斯特飾演蕾貝卡的好友萊拉·史坦嘉，其遭到受山姆唆使之法蘭克殺害。康拉德·里卡摩拉飾演IT書呆子，並與康納相戀的奧利佛·漢普頓。艾莉西雅·瑞納飾演與安娜莉絲在法庭上鬥智的檢察官溫蒂·帕克斯。萊尼·普拉特飾演萊拉的男友葛里芬·歐萊利，同樣涉入萊拉死亡事件中。埃里耶·奈特飾演米凱拉的未婚夫艾登·沃克，其曾與康納有過關係，而艾登的母親梅莉·沃克由琳恩·威特菲爾德飾演。馬西雅·蓋·哈登飾演山姆的姐姐漢娜·基汀。
2014年1月21日，馬特·麥高瑞是第一個確定演出的演員，並將飾演法學院學生之一。2014年2月25日，珊達·萊梅斯宣布薇拉·戴維絲正式加入劇組，並飾演女主角安娜莉絲·基汀教授。2014年2月至3月期間，陸續公布了演員名單：雅佳·娜歐蜜·金、傑克·法洛希、阿爾弗雷德·伊諾奇與凱拉·蘇薩飾演法學系學生們；凱媞·范德雷飾演販賣毒品的學生、查理·韋伯飾演安娜莉絲·基汀教授的法律助理、比利·布朗飾演安娜莉絲·基汀教授的婚外情對象、資深演員兼製作人的湯姆·維里卡飾演安娜莉絲·基汀教授的丈夫，而麗莎·薇爾則飾演安娜莉絲·基汀教授的另一名法律助理。
2014年8月11日，宣布《女子監獄》演員艾莉西雅·瑞納將飾演與安娜莉絲爭鋒相對的檢察官。2014年11月4日，宣布奧斯卡得主馬西雅·蓋·哈登將在第一季後半季正式加入，成為常設演員之一。2014年12月15日，宣布曾獲奧斯卡提名、為艾美獎得主的西西莉·泰森同樣將在後半季的某集登場。

## 集數
| 總集數 | 集數 （季） | 標題                                             | 導演            | 編劇                                 | 首播日期       | 美國收視人數 （百萬） |
| --- | ----------- | ------------------------------------------------ | --------------- | ------------------------------------ | -------------- | --------------------- |
| 1 | 1           | 試播集 Pilot                                     | 麥克爾·奧佛     | 彼得·諾沃克                          | 2014年9月25日  | 14.12                 |
| 安娜莉絲正在處理一宗法律案件，同時拿來給同學當作教材並要學生想想如何打贏這場官司，而表現優異的幾名學生可以進入她的事務所工作，並且她將把正義女神的獎座交給最優秀的學生。所有學生無所不用其極地想辦法幫助安娜莉絲勝訴，米凱拉用聰穎的智慧找尋到證人說詞的破綻，而康納以出賣肉體的方式獲得情報，兩人也因此獲得安娜莉絲的認可。衛斯表現平平，因此非常苦惱，而他卻意外發現安娜莉絲與奈特警官外遇的事。蘿瑞爾發現了委託人與被害者家屬之間的秘密，而來到事務所，卻與法蘭克爭論了一番，而後，邦妮則提醒法蘭克別再對學生有其他意圖。安娜莉絲發現委託人對她隱瞞了一些事實而非常生氣，於是決定利用奈特來打贏官司。最後官司贏了，而米凱拉、康納、亞瑟成功的進入了安娜莉絲的事務所，並由康納獲得正義女神獎盃，而衛斯與蘿瑞爾也意外地擁有進入安娜莉絲事務所的資格。另一方面，女大學生萊拉一直失蹤，最終在水塔中被發現，而這個女學生，正是山姆的學生。 現在：衛斯、康納、米凱拉與蘿瑞爾四人正想辦法處理掉一具屍體，而四人決定用火燒的方式來毀掉其DNA，而這個屍體正是山姆·基汀！ |             |                                                  |                 |                                      |                |                       |
| 2 | 2           | 全是她的錯 It's All Her Fault                    | 比爾·德埃利亞   | 彼得·諾沃德                          | 2014年10月2日  | 11.94                 |
| 安娜莉絲接手了一個殺害妻子的案件，而眾人皆絞盡腦汁想辦法要如何勝訴。奈特因為被安娜莉絲出賣而被降職，因此不想再和安娜莉絲有所瓜葛。安娜莉絲從簡訊中發現丈夫山姆與萊拉的關係密切，而漸漸疏遠丈夫。麥斯隱瞞了殺害第一任妻子的事實，這讓安娜莉絲團隊頓時陷入困境，而這時經常被眾人數落是被法蘭克選中的蘿瑞爾想到了一個很好的點子，那可以用來證明麥斯雖然殺害了第一任妻子，但並未殺害第二任妻子，這讓安娜莉絲對蘿瑞爾刮目相看。衛斯推論麥斯的女兒是為了幫母親復仇，而嫁禍父親殺害繼母，這也讓安娜莉絲深信選擇衛斯是對的。安娜莉絲和山姆攤牌，山姆向安娜莉絲發誓自己與萊拉的關係清白，而安娜莉絲表面雖然相信了丈夫，但是她的內心仍然十分懼怕，於是苦苦拜託奈特幫她調查丈夫是否真的與殺人事件無關。衛斯回到公寓發現蕾貝卡因為萊拉事件被警方帶走，這時才想起之前蕾貝卡借用他的浴室時，似乎在向他提出什麼訊息，於是衛斯來到浴室，發現了一支手機。 現在：衛斯等人在搬運屍體時，曾經和一個女人通電話，而那人正是蕾貝卡。 |             |                                                  |                 |                                      |                |                       |
| 3 | 3           | 妥協或坐牢 Smile, or Go to Jail                  | 藍迪·茲斯克     | 羅伯·法蘭斯柯                        | 2014年10月9日  | 10.81                 |
| 校方希望安娜莉絲替葛里芬辯護，而安娜莉絲卻擔心丈夫牽涉其中而猶豫不決。另一方面，奈特開始調查山姆在萊拉失蹤時的行蹤，卻發現了山姆向眾人說謊的證據。安娜莉絲的新案子出現轉折，她的委託人寶拉其實有兩個身分，而安娜莉絲決定想辦法打贏這場官司。安娜莉絲請葛里芬到事務所說明案情，而衛斯認為葛里芬在說謊；同時，他依舊解不開蕾貝卡留來下的手機的密碼，卻意外發現那支手機其實是萊拉的。衛斯為了解開謎團並幫助蕾貝卡，於是假造律師證混入看守所，而蕾貝卡卻叫警衛抓走衛斯，衛斯被帶走時告訴蕾貝卡葛里芬要陷害她的事。蘿瑞爾在法律系會上遇見了聊得來的男生肯恩，而看到這一幕的法蘭克心中則激起了怒火。米凱拉得知未婚夫艾登與康納曾經上過床，這讓米凱拉非常生氣也很苦惱。安娜莉絲來到看守所接走衛斯，而衛斯則認為這世界對蕾貝卡這種窮人很不公平，因為受冤而無法得到正義的伸張，這讓安娜莉絲聽了非常感觸。安娜莉絲等人陪同寶拉去見證人，卻發現寶拉過去戀情，這讓安娜莉絲與米凱拉想起自己婚姻的挫折。開庭當日，證人以早釋的條件轉向替警方作證，這讓安娜莉絲團隊感到震驚；而後，寶拉拋棄了家庭與一切逃跑，並和證人私奔。安娜莉絲從康納手中拿回正義女神獎座，並轉交由衛斯，並表示她將會為蕾貝卡辯護。安娜莉絲與奈特見面，而奈特卻欺騙安娜莉絲山姆有不在場證明，這讓安娜莉絲放下心頭大石，同時，安娜莉絲欲與奈特回到從前的關係，奈特卻拒絕了安娜莉絲。安娜莉絲領著其團隊來見蕾貝卡，卻得知蕾貝卡已向警方認罪。 現在：山姆倒在血泊中，而米凱拉無力的倒在櫃子旁，一旁的蘿瑞爾連忙安撫著米凱拉，衛斯則是安撫著蕾貝卡。衛斯、米凱拉、康納與蘿瑞爾四人混入營火晚會中，以此作為不在場證明。當四人處理完屍體後，米凱拉卻發現自己的訂婚戒指不見了，這讓她極度崩潰。 |             |                                                  |                 |                                      |                |                       |
| 4 | 4           | 挖掘真相 Let's Get to Scooping                   | 蘿拉·茵妮絲     | 艾瑞卡·格林·史沃夫                   | 2014年10月16日 | 9.79                  |
| 安娜莉絲團隊想盡辦法要推翻蕾貝卡自白的事實，而衛斯選擇不向安娜莉絲透露萊拉手機的存在。蕾貝卡始終沒有告訴衛斯萊拉手機的密碼，這讓衛斯決定等待。安娜莉絲來到瑪蓮的公司，瑪蓮深信員工不會背叛她，但安娜莉絲卻對員工們仍抱著疑慮，於是決定要衛斯等四人進入公司做內部調查。奈特侵入山姆的車，要讀取山姆車子的紀錄，此時，邦妮卻在對街看著這一切。康納與瑪蓮的助理派克斯頓發生關係，進而偷偷竊聽派克斯頓與他人通話，關於陷害瑪蓮一事。瑪蓮得知後，生氣又失望的責罵了派克斯頓，而派克斯頓卻因為無法承受此壓力而跳樓輕生，這讓瑪蓮與康納皆受到了驚嚇與自責。安娜莉絲團隊想盡辦法揪出幕後黑手，最後，終於讓背叛瑪蓮的員工露出馬腳並遭到逮捕。邦妮故意喝斥警員，表示奈特警員在萊拉事件找到兇手後，仍對其他嫌疑人進行調查一事認為有所疏失，並威脅警員恐會將此事公諸於世，這讓警員不得已只好交出蕾貝卡自白的錄像，同時，邦妮刻意隱瞞安娜莉絲發現奈特調查山姆一事。安娜莉絲利用錄像中，警方逼迫蕾貝卡自首的畫面，替蕾貝卡洗脫嫌疑並保釋出獄。衛斯在公寓等著蕾貝卡的歸來，同時，希望蕾貝卡告訴自己萊拉手機的密碼，而經過此事後，蕾貝卡決定相信衛斯，並告訴了衛斯密碼。衛斯將萊拉的手機交給安娜莉絲，以此做為調查萊拉案件的證據，而安娜莉絲則要衛斯保守秘密。安娜莉絲終於退去外殼，鼓起勇氣質問山姆：「為什麼萊拉的手機裡有你的裸照？」 現在：當山姆的屍體尚在安娜莉絲事務所時，亞瑟不停的要在房子內的人開門，而衛斯、蕾貝卡、米凱拉、康納與蘿瑞爾則努力躲藏。康納因為此事變得瘋瘋癲癲的，最後，他則跑到奧利佛的公寓宣洩情緒。 |             |                                                  |                 |                                      |                |                       |
| 5 | 5           | 我們不是朋友 We're Not Friends                   | 麥克·里斯托     | 翠西·A·貝洛莫                        | 2014年10月23日 | 9.97                  |
| 山姆向安娜莉絲坦承與萊拉的不倫關係，但安娜莉絲對山姆的信任已經破滅了。安娜莉絲的新案子是關於兒子開槍射死對母親家暴的父親，加上其父親任職警察，這讓案子變得棘手，所以安娜莉絲團隊決定向陪審團下手。衛斯一直希望安娜莉絲將萊拉的手機上交給警方，但安娜莉絲似乎並無此打算。因為山姆而傷心的安娜莉絲來找奈特，而奈特卻表示不想再和安娜莉絲有瓜葛，並說出因為安娜莉絲告訴警方自己在私下調查山姆一事而被開除，甚至脫口說出山姆在萊拉失蹤當日有著重大嫌疑，這讓安娜莉絲既困惑又驚恐。而後，安娜莉絲發現奈特被開除的事是邦妮惹出的是非，於是訓了邦妮一頓。康納利用同志交友APP找到其中一個陪審員，更發現他偏頗立場的證據，因此成功地將有不利於訴訟的一位陪審員剔除。蘿瑞爾眼看訴訟即將敗訴，於是刻意讓其中一個陪審員知道「陪審團棄權」的制度，這件事被法蘭克得知後，立刻告訴了安娜莉絲，而安娜莉絲則要法蘭克直接向檢方告發。開庭時，法官因有人干涉陪審團而宣布審判無效，最後，案子確定轉交少年法庭，這讓安娜莉絲等人鬆了一口氣。安娜莉絲對於山姆的清白感到存疑，於是請來蕾貝卡，要山姆替她做心理諮詢，順便確認蕾貝卡是否認識山姆，最後，安娜莉絲確認了蕾貝卡不認識山姆的事實。幾日後衛斯發現蕾貝卡失蹤了，於是打給蕾貝卡，而蕾貝卡卻要衛斯別相信安娜莉絲。衛斯來到安娜莉絲家，而安娜莉絲有些驚恐，衛斯質問安娜莉絲為何欺騙他，因為萊拉手機裡的裸男照正是在安娜莉絲家拍的，因此，衛斯確定了那個暱稱「達西先生」的男人，就是山姆。 現在：在四人搬運屍體時，法蘭克打給了蘿瑞爾，這讓其他人對蘿瑞爾起疑，而蘿瑞爾則坦白與法蘭克發生過關係，並表示法蘭克欺騙了自己的感情。米凱拉瘋狂地尋找著訂婚戒指，同時也極度崩潰，正當四人想著該如何將屬於亞瑟的正義女神獎杯歸還給亞瑟時，蘿瑞爾決定利用法蘭克，而前去法蘭克的住所。 |             |                                                  |                 |                                      |                |                       |
| 6 | 6           | 不惜代價 Freakin' Whack-a-Mole                   | 比爾·德埃利亞   | 麥克爾·佛里                          | 2014年10月30日 | 8.68                  |
| 衛斯將正義女神獎盃放在座位上，並且缺席安娜莉絲的課，山姆則非常擔心衛斯會向警方說出與萊拉的關係。安娜莉絲決定幫多年前涉嫌殺害女友的黑人大衛上訴，安娜莉絲團隊得利用僅僅3天的聽證會，幫大衛洗脫罪嫌，同時，在翻閱大衛案的文件時，眾人發現了亞瑟的父親正是當時審理此案的法官，這讓眾人開始懷疑安娜莉絲選擇亞瑟做為團隊人選的意圖。安娜莉絲來到衛斯的公寓，將正義女神獎盃再次交給衛斯，但衛斯依舊無法諒解安娜莉絲，他要安娜莉絲找出蕾貝卡，並且證明安娜莉絲是真心想幫助蕾貝卡。米凱拉與康納發現亞瑟父親似乎以判大衛謀殺為條件，換取升職的機會，而安娜莉絲決定調查亞瑟父親，這讓亞瑟感到不悅而脫隊。亞瑟來到父親的書房翻閱紀錄，發現了父親司法不公的事實，於是和父親開誠布公，卻導致父子決裂；亞瑟和安娜莉絲交換條件，以不波及父親及擁有正義女神獎盃來換取翻案線索。安娜莉絲要法蘭克私下找出蕾貝卡的所在，並要他將萊拉的手機清除一些資料後，放進葛里芬的車子，讓眾人以為葛里芬是因為萊拉背叛他而遭到葛里芬的殺害。邦妮警告蘿瑞爾與法蘭克保持距離，不要越線影響整個團隊，於是蘿瑞爾向法蘭克表明不喜歡法蘭克。安娜莉絲團隊發現大衛案牽扯到某議員多年前的開發案，同時，以此作為攻擊點，成功替大衛洗刷罪嫌獲判無罪釋放。安娜莉絲讓衛斯看關於葛里芬成為重要嫌疑人的新聞，並告訴了衛斯蕾貝卡的住址，及後衛斯來找蕾貝卡，希望蕾貝卡回家，讓安娜莉絲來處理一切事物。奈特找人調查關於葛里芬的事，發現了是法蘭克動了手腳的證據。 現在：亞瑟發現從安娜莉絲那贏得的獎盃消失了，於是來到事務所欲向衛斯等人要回獎盃，卻沒有得到回應。亞瑟和邦妮發生關係，此時，安娜莉絲著急地打電話給邦妮，詢問山姆的行蹤，同時認為山姆發生了不好的事。 |             |                                                  |                 |                                      |                |                       |
| 7 | 7           | 該死的男人 He Deserved to Die                    | 埃里克·斯托爾茲 | 沃倫·許·雷奈德                       | 2014年11月6日  | 9.18                  |
| 安娜莉絲继续处理萊拉的谋杀案，他们发现葛里芬的律师向小报透露信息来让瑞贝卡难堪，最终法院對雙方下了禁刊令。麦琪拉被告知有个律师事务所的面试，結果卻发现其未来婆婆欲找她谈签署婚前协议書。葛里芬的团队向法院提出对萊拉驗屍的提議，以此证明瑞贝卡杀害了萊拉。控方不愿驗屍而向安娜莉絲求助，却在法庭上出卖安娜莉絲。安娜莉絲團隊为了摸清檢察官背后的意圖，於是派衛斯、康納與亚瑟與控方团队的人接觸，這才發現檢察官欲與葛里芬進行認罪協商。安娜莉絲為了逆轉頹勢，於是刻意製造蕾貝卡不懂法律而向媒體批露消息的假象來破壞檢察官與葛里芬團隊的計畫。蘿瑞爾在男友肯恩的邀請下，考慮離開安娜莉絲事務所到法律援助處工作，但法蘭克阻止蘿瑞爾，並與蘿瑞爾發生了關係。法官面對律師與檢察官的種種鬥爭後，下令對萊拉開棺驗屍。衛斯與蕾貝卡終於發展出關係，而後蕾貝卡在商店遇見了奈特，奈特表示希望與蕾貝卡合作以此捉拿真兇。夜裡，邦妮打斷安娜莉絲與山姆，告訴安娜莉絲驗屍的結果－事實证明了萊拉颈部的伤痕非蕾貝卡指甲所為，為蚂蚁叮咬所致，但驗屍團體發現了新線索－－萊拉生前已懷孕6个月。 現在：衛斯抱著滿臉沾血的蕾貝卡到廁所擦拭，而後將瑞贝卡安頓在旅館。瑞贝卡欲向警方自首并担责，但衛斯阻止了蕾貝卡。 |             |                                                  |                 |                                      |                |                       |
| 8 | 8           | He Has a Wife                                    | 黛比·艾倫       | 道格·史塔克史戴爾                    | 2014年11月13日 | 9.25                  |
| 安娜莉絲得知萊拉懷孕6個月後，對山姆的信任徹底瓦解，即使山姆表示自己不知情。安娜莉絲接手了一个谋杀案，是關於一个母亲在吃安眠药后梦游，在无意识的状态下冲洗保姆血淋淋的尸体，然而該被告不願出庭，於是安娜莉絲團隊決定與其家人們接觸，並對好證詞。安娜莉絲將萊拉懷孕一事告訴衛斯，欲取得衛斯的信任，同時希望衛斯向蕾貝卡保守秘密。衛斯沒有遵守與安娜莉絲的約定而將實情告訴了蕾貝卡，衛斯要蕾貝卡別衝動，先觀察安娜莉絲的動靜。蕾貝卡背著衛斯私下與奈特見面並告訴了奈特此事，而奈特則要蕾貝卡偷取山姆的DNA。法庭上，被告的兒子意外坦承與保姆之間的戀情，這使得被告瞬間墜入頹勢，安娜莉絲對此感到生氣而大罵康納，更羞辱了邦妮一番。康納在和被告兒子談話後得知保姆將性病傳染給他，曾經主修醫科的米凱拉頓時領悟並告訴安娜莉絲打贏官司的重要關鍵。開庭時，安娜莉絲揭發被告丈夫與保姆不倫的關係，並在得知保姆與兒子有染後將其殺害並嫁禍給妻子的事實，其丈夫正式鋃鐺入獄。米凱拉因為安娜莉絲打贏官司而向安娜莉絲索討正義女神獎盃，此時卻遇見未来婆婆，米凱拉向未來婆婆表示拒签婚前协议並爭執了一番。蘿瑞爾與法蘭克親熱時，被法蘭克的女友莎夏撞個正著，蘿瑞爾這才知道自己被法蘭克給欺騙。邦妮告訴山姆自己曾遇見萊拉，並猜測山姆對萊拉懷孕一事已知情，山姆希望邦妮保守秘密並支持自己，此時山姆吻了邦妮。邦妮向安娜莉絲坦承自己所知的一切，傷心欲絕的安娜莉絲解雇了邦妮並要她別再出現。衛斯發現蕾貝卡與奈特接觸感到生氣，並告诉瑞贝卡帮助她的人是安娜莉絲的男友。米凱拉來到亞瑟家偷偷拿走了正義女神獎盃；康納與蘿瑞爾為溫習而聚集到衛斯家，衛斯發現蕾貝卡消失，深覺蕾貝卡一定是去安娜莉絲家搜集证据而與康納等人趕至安娜莉絲家。山姆回到家中，得知安娜莉絲打電話給檢方，要檢方搜查所有萊拉周邊的男人，包括「老師們」。 過去：萊拉向蕾貝卡表示自己認識了一個新的男人，是個有婦之夫，並暱稱「達西先生」。後來山姆欲與萊拉分手，傷心的萊拉來到安娜莉絲家找安娜莉絲，卻被邦妮制止，而萊拉表示她有重要的事情要告訴安娜莉絲，同時表示山姆無法守住這麼秘密許久。 |             |                                                  |                 |                                      |                |                       |
| 9 | 9           | 殺了我、殺了我、殺了我 Kill Me, Kill Me, Kill Me | 史帝芬·威廉斯   | 麥克爾·佛里 艾瑞卡·格林·史沃夫       | 2014年11月20日 | 9.82                  |
| 安娜莉絲與山姆開始爭吵，而安娜莉絲坦承與奈特的婚外情，山姆則表示從一開始就認定安娜莉絲會上鉤並認為安娜莉絲是個骯髒的女人，安娜莉絲在山姆的告白下，生氣地奪門而出。衛斯向康納與蘿瑞爾坦承自己所認為的萊拉之死，這讓兩人十分驚訝。米凱拉帶著正義女神獎盃來到安娜莉絲家，想要在安娜莉絲的同意下獲得此獎盃，然而，蕾貝卡卻在此時悄悄潛入安娜莉絲家，被山姆及米凱拉發現；蕾貝卡直衝山姆的臥室欲取得其通話紀錄，山姆立馬追上，驚嚇的米凱拉打給了衛斯。在一行人爭奪隨身碟後，蘿瑞爾搶到隨身碟並與米凱拉拔腿逃出房間，山姆追上前去，米凱拉因害怕而推了山姆一把，山姆因此墜下樓梯。當一行人驚魂未定時，未死的山姆起身欲掐死蕾貝卡，情急之下，衛斯拿起正義女神獎盃朝山姆的頭部敲下，山姆當場倒地死亡。安娜莉絲想向警方告發山姆，但卻裹足不前而來到奈特家，並與奈特發生了關係。亞瑟來到安娜莉絲家想要回正義女神獎盃無果，而後失意的邦妮打給亞瑟欲與亞瑟度過一晚，也因此亞瑟並未發現衛斯等人。衛斯等人處理掉了山姆的屍體後，蘿瑞爾為處理正義女神獎盃而來到法蘭克家，謊騙法蘭克自己偷了獎盃，而法蘭克決定替蘿瑞爾收拾善後；米凱拉害怕失去一切而主動向未來婆婆道歉並簽署了協議書。安娜莉絲因不知山姆的去向而求助邦妮，而後邦妮召集所有人到事務所。安娜莉絲傷心的請來警察，同時認為山姆畏罪潛逃，因此要所有人將自己知道關於山姆的事據實回答，然而，安娜莉絲與衛斯似乎瞞著所有人一件事－－衛斯回到安娜莉絲家拿正義女神獎盃，看著山姆的屍體說著抱歉，結果，安娜莉絲突然出聲，要衛斯別感到抱歉。 |             |                                                  |                 |                                      |                |                       |
| 10 | 10          | Hello Raskolnikov                                | 麥克爾·奧佛     | 麥克斯·戴爾西                        | 2015年1月29日  | 9.18                  |
| 在山姆遭遇不測當晚，安娜莉絲為了替衛斯等人洗脫嫌疑，而要衛斯照著自己的計劃將山姆棄屍。安娜莉絲為了洗刷蕾貝卡的罪嫌而決定將所有罪狀通通導向山姆，因此安娜莉絲與衛斯刻意引導眾人，將嫌疑全推給山姆，並要拿到萊拉到婦產科墮胎的證據及山姆在萊拉遭遇不測當晚的行蹤紀錄。法蘭克察覺安娜莉絲在得知萊拉懷了山姆的孩子後的反應不是傷心卻是有著一分喜悅，因此安娜莉絲向法蘭克坦白了一切，但卻要法蘭克向邦妮保守秘密。溫蒂直覺安娜莉絲是為了勝訴而將山姆牽扯進入案子中，因此處處阻撓安娜莉絲，但最後安娜莉絲團隊仍然按照計劃洗脫了蕾貝卡的罪嫌。康納與米凱拉心中充滿罪惡感，因此決定背叛衛斯與蕾貝卡，並想拉攏蘿瑞爾一起自首。蘿瑞爾發現法蘭克似乎知情後，告訴了衛斯，衛斯不得不向蘿瑞爾坦白安娜莉絲知情一事，而後，衛斯決定求助安娜莉絲來阻止康納與米凱拉。最後，安娜莉絲讓康納與米凱拉信服了自己，而正當計劃似乎悄悄導入正軌之時，山姆的姊姊漢娜卻出現在眾人面前。 |             |                                                  |                 |                                      |                |                       |
| 11 | 11          | 聖誕佳節 Best Christmas Ever                     | 麥克爾·凱托曼   | 翠兒喜·A·貝洛摩 沃倫·許·雷奈德       | 2015年2月5日   | 8.34                  |
| 漢娜決心弄清真相，然而安娜莉絲卻依然堅持山姆是殺人兇手，同時，漢娜的出現使得衛斯等人感到緊張。一名名叫潔姬·威爾森的女子希望安娜莉絲幫助自己打官司，潔姬表示自己在16歲時被丈夫收留，後來丈夫卻不斷帶來年輕女孩，並囚禁那些女孩，潔姬希望拯救那兩個女孩。法蘭克為了處理好山姆事件，因此將康納曾運送山姆屍體的車銷毀，並且和置身事外的亞瑟打好關係。安娜莉絲發現潔姬隱瞞了許多事情，並發現潔姬竟將那兩個女孩中生下的孩子藏起來，這讓安娜莉絲決定背棄潔姬並救出小女孩。邦妮極力與亞瑟劃清界線，然而亞瑟卻總是在眾人面前給邦妮難堪，亞瑟向邦妮坦承自己從邦妮的反應中受到了傷害。衛斯收到前房客魯迪的奶奶寄的信，這讓衛斯與蕾貝卡對於魯迪的奶奶不知其已搬走一事感到疑惑。蘿瑞爾希望與衛斯等四人可以彼此坦誠，然而康納與米凱拉卻不願將自己內心的感受說出來。安娜莉絲意識到漢娜的出現是個棘手的問題，因此決定邀漢娜晚餐，安娜莉絲向漢娜坦白自己對警方說了謊並訴諸其心情，而漢娜一直深信是安娜莉絲把山姆藏了起來，但事實不然，這使漢娜的希望破碎。衛斯決定慢慢克服恐懼，結果就在這時，新聞報導表示在垃圾場中發現了山姆的骨骸。 過去：在聖誕假期間，安娜莉絲因為山姆事件，而將自己關在旅館，任由自己飲酒暴食。衛斯自此之後，每晚總會做惡夢，這令他感到痛苦。康納發覺自己不能沒有奧利佛，但奧利佛卻深怕再像之前那樣受傷。米凱拉變得非常神經質，使得艾登決定解除婚約。蘿瑞爾在家庭聚餐時，刻意惹火父親而被父親趕走，同時，蘿瑞爾決定重新抓住肯恩，並鬆開法蘭克的手。 |             |                                                  |                 |                                      |                |                       |
| 12 | 12          | 她是殺人犯 She's a Murderer                      | 比爾·德埃利亞   | 艾瑞卡·哈里森                        | 2015年2月12日  | 8.44                  |
| 警方發現了山姆的屍塊，並來到安娜莉絲家，漢娜得知山姆死後，向警方控訴安娜莉絲是殺了山姆的兇手。邦妮得知山姆死後，除了傷心之外，更意識到安娜莉絲似乎不再相信自己。安娜莉絲在輿論壓力下，恐將失去重要客戶，但是安娜莉絲不願放棄，因此決心要拿到黑幫家族的案子。安娜莉絲團隊發現控方似乎刻意選定該家族的貨櫃搜查，因此決定從此予以反擊，並以此勝訴。漢娜極於證明安娜莉絲是兇手，因此向警方提出搜索安娜莉絲家，並因此召開法庭，最後，邦妮反駁失敗而使得檢方獲得搜索票。衛斯覺得前房客魯迪的消失一事事有蹊蹺，更得知魯迪在被警方抓走當天是蕾貝卡報的警，小倆口因此又有所摩擦。康納無法完全相信安娜莉絲，因此安娜莉絲找來康納，並告訴康納當初第一個將正義女神獎盃交給他的真正原因，正是她在康納身上看見從前的自己，並表明他們在她的保護下，勝算一定會比投降更大。警方開始在安娜莉絲家大規模搜查，而警方發現了正義女神獎盃上的天秤落在夾縫中，這使安娜莉絲與法蘭克捏了把冷汗。克萊兒要工作人員在地板上檢測是否有血跡，然而，安娜莉絲在山姆遇害當晚，便已用力刷淨地板，使得警方毫無所獲。邦妮得知山姆的頭部曾遭金屬鈍器重擊，並且在屍體上還發現了地毯毛屑後，因此察覺到真相，而後，邦妮拿著正義女神獎盃來到安娜莉絲面前，並要安娜莉絲別為了衛斯等四人而毀了自己，但安娜莉絲答應過會保護學生們，因此她作了一個沉痛的決定。米凱拉從蕾貝卡口中得知警方發現了一枚戒指而感到恐慌，同時警方傳喚安娜莉絲，並詢問安娜莉絲是否認得相片中的戒指，而安娜莉絲則淡定的表示那是山姆給她的戒指，但是，在那戒指上，卻發現了另一個人的指紋，而那指紋正是「奈特」的，隨後，警方便逮捕了奈特。原來安娜莉絲早已做好準備，要將所有嫌疑推給奈特，作了此舉沉痛抉擇的安娜莉絲回到家中躺在床上，並打給母親求助。 |             |                                                  |                 |                                      |                |                       |
| 13 | 13          | 媽媽在這兒 Mama's Here Now                       | 麥克·里斯托     | 艾瑞卡·格林·史沃夫 道格·史塔克史戴爾 | 2015年2月19日  | 8.86                  |
| 所有人都為奈特成為代罪羔羊而感到僥倖，但也很對不起奈特。安娜莉絲自從奈特被抓後，便將自己關在房門足不出戶。安娜莉絲的母親來到安娜莉絲家中，然而其行事作風令安娜莉絲很受不了。礙於安娜莉絲的心情，新案子由邦妮接手處理，新案子是關於一名女護士涉嫌性侵男病人的案件，然而該女護士堅稱自己無罪。米凱拉對於奈特感到抱歉，而想盡辦法獲知奈特的情況。衛斯開始對蕾貝卡抱持存疑，因此決定找出魯迪來。邦妮在法庭上一直被控方壓著打，使得邦妮很煩躁，同時眾人又對她的決定有著疑問，這讓邦妮心煩意亂，再者邦妮對於法蘭克隱瞞她關於山姆的事而感到不悅，也不願詢問安娜莉絲的意見。安娜莉絲在與母親相處時，想起了幼時被叔叔侵犯的不好記憶，正當安娜莉絲對母親感到埋怨之時，安娜莉絲的母親說出當時家裡遭到火災導致叔叔身亡的事件是她策畫的，這讓安娜莉絲頓時為誤解母親而感到抱歉。邦妮等人發現原告是個同性戀者，同時他與醫院顧問律師有染，這才發現原告與顧問律師為謀取醫院賠償而策劃整件事，這使得案情大逆轉。邦妮因勝訴而感到開心，並決定坦然接受亞瑟的感情。蘿瑞爾發現衛斯一直躲避蕾貝卡，衛斯因而向蘿瑞爾說出內心的疑問，而衛斯與蘿瑞爾決定找出魯迪，來查清魯迪是否與萊拉事件有關。安娜莉絲來到法庭，決定幫助奈特，於是刻意在監視器前演了一場戲，實則扔了一張小紙條給奈特。蘿瑞爾與衛斯偽裝成魯迪的家屬，潛入醫院，兩人最終見到了魯迪，同時發現魯迪病房牆上的抓痕與衛斯房間的抓痕相符，當衛斯問起魯迪蕾貝卡時，魯迪說了「濕」字，這讓衛斯與蘿瑞爾聯想起萊拉死於水塔一事，就在此時，蕾貝卡在家中追蹤衛斯的手機定位，發現了衛斯在醫院的事實。 |             |                                                  |                 |                                      |                |                       |
| 14 | 14          | 萊拉之死 The Day Lila Died                       | 蘿拉·茵妮絲     | 麥克爾·佛里                          | 2015年2月26日  | 8.99                  |
| 安娜莉絲接下神父殺害大神父的案件，而一開始被告認罪，但在神父遇見心儀的女子後，才驚覺自己不願在牢裡蹲30年而希望安娜莉絲替自己打贏官司。衛斯想盡辦法查出關於萊拉死亡當晚的蛛絲馬跡，而衛斯發現蕾貝卡在一些不同的證詞中與目擊者等人吻合，因此認定蕾貝卡的嫌疑重大，然而蘿瑞爾不希望驚動蕾貝卡與安娜莉絲而希望衛斯封口。神父表示自己因為發現大神父正是侵犯某個自殺男孩的罪犯，因此在憤怒之下殺害了大神父，但是神父不願違背良心說謊而不接受安娜莉絲隱瞞真相的提議。安娜莉絲決定找神父心儀的對象來作證，而神父聽到該女子謊稱與神父有染後，神父決定寧可坐牢也不願玷汙該女子的人生而當場認罪，這使安娜莉絲束手無策。奈特不願接受安娜莉絲推薦的律師，使得安娜莉絲只好叫法蘭克利用關係，要獄友傷害奈特以此獲得保釋開庭，但卻得到反效果，因此安娜莉絲要法蘭克與邦妮利用亞瑟的背景讓法官退出，最後計畫成功。安娜莉絲來找奈特，希望奈特聽取她的意見，但奈特十分掙扎，不知該不該再次相信安娜莉絲。米凱拉與康納發覺衛斯與蘿瑞爾似乎隱瞞了什麼事，在追問之下才發現蕾貝卡說謊一事，因此四人決定當面與蕾貝卡對質，蕾貝卡求助衛斯無果，於是要脅四人，表示其手上有在山姆棄屍時遇見的校園警衛的電話及住址，這令四人大驚。安娜莉絲接到衛斯的電話而來到衛斯家，然而卻發現蕾貝卡被綁在廁所裡。 過去：魯迪在念書時，聽見蕾貝卡與萊拉在爭吵，萊拉將自己遇見山姆一事全怪罪在蕾貝卡身上，使得兩人就此絕交。後來蕾貝卡為了證明葛里芬不是好人而刻意誘惑葛里芬，並叫來萊拉，萊拉因此而憤怒離去。蕾貝卡為了向萊拉解釋而來到萊拉的公寓。 |             |                                                  |                 |                                      |                |                       |
| 15 | 15          | 全是我的錯 It's All My Fault                     | 比爾·德埃利亞   | 彼得·諾沃德                          | 2015年2月26日  | 8.99                  |
| 安娜莉絲對於一切感到混亂，於是將眾人帶回家中，而安娜莉絲為了釐清真相而決定要衛斯等人找出可以判定蕾貝卡有罪的證據，因此決定在家中召開庭審。眾人的推論都不足以構成蕾貝卡殺害萊拉的證據，同時安娜莉絲因為審理奈特的新檢察官拜訪而暫時離開作口供。安娜莉絲添加新證詞，好與自己鋪設好的謊言大道相符合，同時，這也是幫助奈特的唯一辦法，因此奈特決定再相信安娜莉絲一次，並打給安娜莉絲在紙條上留下的電話。衛斯仍然深愛著蕾貝卡，希望動之以情讓蕾貝卡說出實情，而蕾貝卡道出實情後，衛斯與安娜莉絲決定相信蕾貝卡，但其他人卻仍抱持著存疑的態度。艾登的母親來找米凱拉欲使米凱拉挽回艾登，但米凱拉決定拋棄不愛自己的艾登，並正視自己的出身。安娜莉絲發現關在地窖裡的蕾貝卡逃走了，眾人為此感到恐慌，至於衛斯則是感到徬徨。蘿瑞爾將米凱拉的戒指還給米凱拉，並表示當初其實是為了牽制米凱拉才將戒指留著，好讓米凱拉不會背叛眾人。安娜莉絲安慰衛斯相信萊拉是山姆殺的，而衛斯仍留念於蕾貝卡。安娜莉絲在送走衛斯後來到地窖，並追問法蘭克「是你做的嗎？」，然而兩人都表示不是彼此做的，而這時，蕾貝卡正橫屍於樓梯下。 過去：萊拉原本要與葛里芬發生關係，好讓肚裡的孩子名正言順成為葛里芬的孩子，然而在蕾貝卡的攪局下破碎。萊拉求助山姆無果，於是來找安娜莉絲，卻遭到邦妮從中阻撓。山姆來到宿舍樓頂安撫萊拉，並告訴萊拉他愛她，並承諾會與安娜莉絲分手。結果，山姆離去後，打電話給法蘭克要法蘭克處理掉萊拉。蕾貝卡來到樓頂的水塔，發現萊拉死在水塔裡，此時，其他女孩來到了頂樓，蕾貝卡為了躲避他人而躲進水塔中。最後，害怕的蕾貝卡濕身回到家，卻被魯迪撞見，蕾貝卡害怕就此成為代罪羔羊，於是決定給魯迪吸食毒品，並報警抓走他。 |             |                                                  |                 |                                      |                |                       |

## 評價
《逍遙法外》首播後廣受好評，尤其是女主角薇拉·戴維絲的演技，更是獲得一致盛讚。在爛番茄整合的評論中，第1季獲得85%新鮮度、7.13/10分（53位評論家），評論家共識：「《逍遙法外》雖然概念非新意，但卻帶來驚險的戲劇性轉折與迷人的領導優勢。」在Metacritic整合的評論中，第1季由30位評論家在滿分100分的情況下給予了68分，屬普遍的好評。洛杉磯時報的瑪麗·麥克納馬拉（Mary McNamara）與娛樂周刊的梅麗莎·馬爾斯（Melissa Maerz）都給予戴維絲細膩的演技極高的評價。
評論家前十大電視節目排名
- No. 9　鹽湖城論壇報（英语：The Salt Lake Tribune）
- No. 1　人物雜誌
- No. 9　美國周刊（英语：Us Weekly）
- No. 10　匹茲堡郵報
- –　環球郵報
- –　美國電影學會

## 收視
本劇首播於電視播出上獲得了超過1400萬的收視率，於DVD撥錄放機（DVR）獲得了超過2000萬的收視。第一集於DVR重播收視獲得600萬收視，超越了2014年1月27日播出之《黑名單》試播集收視560萬收視。

### 電視播出收視
| 總集數 | 集數 | 標題                       | 播出日期       | 播出時間（EST） | 收視／份額 （18–49歲） | 收視 （百萬） | 收視率排行 （18–49歲） | 收視率排行 （百萬） | 劇情類影集 收視率排行 |
| ------ | ---- | -------------------------- | -------------- | --------------- | ---------------------- | ------------- | ---------------------- | ------------------- | --------------------- |
| 1      | 1    | 試播集（Pilot）                 | 2014年9月25日  | 星期四 晚間十點 | 3.8/12                 | 14.12         | 8                      | 7                   | 1                     |
| 2      | 2    | 全是她的錯（It's All Her Fault）             | 2014年10月2日  | 星期四 晚間十點 | 3.2/10                 | 11.94         | 9                      | 13                  | 2                     |
| 3      | 3    | 妥協或坐牢（Smile, or Go to Jail）             | 2014年10月9日  | 星期四 晚間十點 | 3.1/10                 | 10.81         | 9                      | 14                  | 1                     |
| 4      | 4    | 挖掘真相（Let's Get to Scooping）               | 2014年10月16日 | 星期四 晚間十點 | 2.8/9                  | 9.79          | 13                     | 20                  | 2                     |
| 5      | 5    | 我們不是朋友（We're Not Friends）           | 2014年10月23日 | 星期四 晚間十點 | 3.0/9                  | 9.97          | 13                     | 21                  | 2                     |
| 6      | 6    | 不惜代價（Freakin' Whack-a-Mole）               | 2014年10月30日 | 星期四 晚間十點 | 2.7/8                  | 8.68          | 11                     | 26                  | 2                     |
| 7      | 7    | 該死的男人（He Deserved to Die）             | 2014年11月6日  | 星期四 晚間十點 | 2.8/9                  | 9.18          | 9                      | 22                  | 2                     |
| 8      | 8    | （）                       | 2014年11月13日 | 星期四 晚間十點 | 2.9/9                  | 9.25          | 12                     | 25                  | 2                     |
| 9      | 9    | 殺了我、殺了我、殺了我（Kill Me, Kill Me, Kill Me） | 2014年11月20日 | 星期四 晚間十點 | 3.1/10                 | 9.82          | 9                      | 22                  | 2                     |
| 10     | 10   | （）                       | 2015年1月29日  | 星期四 晚間十點 | 3.1/10                 | 9.18          | 7                      | 18                  | 4                     |
| 11     | 11   | 聖誕佳節（Best Christmas Ever）               | 2015年2月5日   | 星期四 晚間十點 | 2.7/9                  | 8.34          | 8                      | 24                  | 3                     |
| 12     | 12   | 她是殺人犯（She's a Murderer）             | 2015年2月12日  | 星期四 晚間十點 | 2.7/9                  | 8.44          | 9                      | 25                  | 4                     |
| 13     | 13   | 媽媽在這兒（Mama's Here Now）             | 2015年2月19日  | 星期四 晚間十點 | 2.9/9                  | 8.86          | 10                     | 20                  | 3                     |
| 14     | 14   | 萊拉之死（The Day Lila Died）               | 2015年2月26日  | 星期四 晚間九點 | 2.8/9                  | 8.99          | 7                      | 20                  | 2                     |
| 15     | 15   | 全是我的錯（It's All My Fault）             | 2015年2月26日  | 星期四 晚間十點 | 2.8/9                  | 8.99          | 7                      | 20                  | 2                     |
| 平均   | 平均 | 平均                       | 平均           | 平均            | 3.0                    | 9.76          | -                      | -                   | -                     |

### 電視播出 + 7 Day（DVR）收視
| 總集數 | 集數 | 標題                       | 播出日期       | 播出時間（EST） | 18–49歲收視 | 收視率（百萬） | 18–49歲總收視 | 總收視（百萬） | 備註   |
| ------ | ---- | -------------------------- | -------------- | --------------- | ----------- | -------------- | ------------- | -------------- | ------ |
| 1      | 1    | 試播集（Pilot）                 | 2014年9月25日  | 星期四 晚間十點 | 2.3         | 6.95           | 6.1           | 21.08          | [ 60 ] |
| 2      | 2    | 全是她的錯（It's All Her Fault）             | 2014年10月2日  | 星期四 晚間十點 | 2.3         | 5.76           | 5.5           | 17.70          | [ 25 ] |
| 3      | 3    | 妥協或坐牢（Smile, or Go to Jail）             | 2014年10月9日  | 星期四 晚間十點 | 2.3         | 5.50           | 5.4           | 16.31          | [ 61 ] |
| 4      | 4    | 挖掘真相（Let's Get to Scooping）               | 2014年10月16日 | 星期四 晚間十點 | 2.2         | 6.19           | 5.0           | 15.95          | [ 62 ] |
| 5      | 5    | 我們不是朋友（We're Not Friends）           | 2014年10月23日 | 星期四 晚間十點 | 1.8         | 4.28           | 4.8           | 14.25          | [ 63 ] |
| 6      | 6    | 不惜代價（Freakin' Whack-a-Mole）               | 2014年10月30日 | 星期四 晚間十點 | 2.0         | 5.18           | 4.7           | 13.86          | [ 64 ] |
| 7      | 7    | 該死的男人（He Deserved to Die）             | 2014年11月6日  | 星期四 晚間十點 | 2.2         | 5.39           | 5.0           | 14.57          | [ 65 ] |
| 8      | 8    | （）                       | 2014年11月13日 | 星期四 晚間十點 | 2.2         | 5.32           | 5.1           | 14.57          | [ 66 ] |
| 9      | 9    | 殺了我、殺了我、殺了我（Kill Me, Kill Me, Kill Me） | 2014年11月20日 | 星期四 晚間十點 | 2.0         | 4.93           | 5.1           | 14.76          | [ 67 ] |
| 10     | 10   | （）                       | 2015年1月29日  | 星期四 晚間十點 | 1.8         | 4.56           | 4.9           | 13.74          | [ 68 ] |
| 11     | 11   | 聖誕佳節（Best Christmas Ever）               | 2015年2月5日   | 星期四 晚間十點 | 1.9         | 4.36           | 4.6           | 12.73          | [ 69 ] |
| 12     | 12   | 她是殺人犯（She's a Murderer）             | 2015年2月12日  | 星期四 晚間十點 | 1.8         | 4.33           | 4.5           | 12.78          | [ 70 ] |
| 13     | 13   | 媽媽在這兒（Mama's Here Now）             | 2015年2月19日  | 星期四 晚間十點 | 1.8         | 4.87           | 4.7           | 13.73          | [ 71 ] |
| 14     | 14   | 萊拉之死（The Day Lila Died）               | 2015年2月26日  | 星期四 晚間九點 | 1.7         | 4.31           | 4.5           | 13.32          | [ 72 ] |
| 15     | 15   | 全是我的錯（It's All My Fault）             | 2015年2月26日  | 星期四 晚間十點 | 1.7         | 4.31           | 4.5           | 13.32          | [ 72 ] |
| 平均   | 平均 | 平均                       | 平均           | 平均            | 2.0         | 5.09           | 5.0           | 14.85          | -      |

## 榮譽

### 獎項及提名
| 年度 | 大獎                   | 獎項                       | 入圍者                                                    | 結果 |
| ---- | ---------------------- | -------------------------- | --------------------------------------------------------- | ---- |
| 2014 | 美國電影學會獎         | 年度電視節目獎             | 年度電視節目獎                                            | 獲獎 |
| 2015 | 人民選擇獎             | 最喜愛新電視劇情類影集獎   | 最喜愛新電視劇情類影集獎                                  | 提名 |
| 2015 | 人民選擇獎             | 最喜愛新影集女演員獎       | 薇拉·戴維絲                                               | 獲獎 |
| 2015 | 有色人種促進協會形象獎 | 最佳劇情類影集             | 最佳劇情類影集                                            | 獲獎 |
| 2015 | 有色人種促進協會形象獎 | 劇情類影集最佳女演員獎     | 薇拉·戴維絲                                               | 獲獎 |
| 2015 | 有色人種促進協會形象獎 | 劇情類影集最佳男配角獎     | 阿爾弗雷德·伊諾奇                                         | 提名 |
| 2015 | 有色人種促進協會形象獎 | 劇情類影集最佳女配角獎     | 雅佳·娜歐蜜·金                                            | 提名 |
| 2015 | 有色人種促進協會形象獎 | 劇情類影集最佳編劇獎       | 艾瑞卡·格林·史沃夫（集數：挖掘真相）                      | 獲獎 |
| 2015 | 美國演員工會獎         | 最佳劇情類影集女演員獎     | 薇拉·戴維絲                                               | 獲獎 |
| 2015 | 金球獎                 | 最佳電視女演員獎－劇情類   | 薇拉·戴維絲                                               | 提名 |
| 2015 | GLAAD媒體獎            | 最佳劇情類影集獎           | 最佳劇情類影集獎                                          | 獲獎 |
| 2015 | 洛基獎                 | 最佳庭審劇集獎             | 最佳庭審劇集獎                                            | 獲獎 |
| 2015 | 道林獎                 | 年度電視戲劇獎             | 年度電視戲劇獎                                            | 提名 |
| 2015 | 道林獎                 | 年度電視演出獎－女演員     | 薇拉·戴維絲                                               | 提名 |
| 2015 | 評論家選擇電視獎       | 劇情類影集最佳女演員獎     | 薇拉·戴維絲                                               | 提名 |
| 2015 | 評論家選擇電視獎       | 劇情類影集最佳客串演出獎   | 茜茜莉·泰森                                               | 提名 |
| 2015 | 黑人娛樂電視大獎       | 最佳女演員獎               | 薇拉·戴維絲                                               | 提名 |
| 2015 | 電視評論家協會獎       | 劇情類個人成就獎           | 薇拉·戴維絲                                               | 提名 |
| 2015 | Gold Derby電視獎       | 最佳劇情類影集女演員獎     | 薇拉·戴維絲                                               | 提名 |
| 2015 | Gold Derby電視獎       | 最佳劇情類影集客串女演員獎 | 茜茜莉·泰森                                               | 提名 |
| 2015 | Gold Derby電視獎       | 年度表現獎                 | 薇拉·戴維絲                                               | 提名 |
| 2015 | 在線電影與電視協會獎   | 劇情類影集最佳女演員獎     | 薇拉·戴維絲                                               | 提名 |
| 2015 | 黃金時段艾美獎         | 最佳劇情類影集女主角獎     | 薇拉·戴維絲                                               | 獲獎 |
| 2015 | 黃金時段艾美獎         | 最佳劇情類影集客串女演員獎 | 茜茜莉·泰森                                               | 提名 |
| 2016 | 有色人種促進協會形象獎 | 劇情類影集最佳女配角獎     | 茜茜莉·泰森                                               | 提名 |
| 2016 | 有色人種促進協會形象獎 | 劇情類影集最佳編劇獎       | 艾瑞卡·格林·史沃夫、道格·史塔克史戴爾（集數：媽媽在這兒） | 提名 |
| 2016 | 奧提歐斯獎             | 電視試播集劇情類獎         | 琳達·洛伊、黛安·希蕊、傑森·拉夫特斯、傑米·卡斯綽          | 提名 |

## 海外播出
Sony Channel與美國同期首播，前半季自2014年10月15日起，逢星期三晚間8點50分在新加坡、香港與馬來西亞播映，雅加達與曼谷則因時差而提前於7點50分同時放送，下半季則於2015年2月4日至3月4日間在同一時段放送。臺灣部分由同屬索尼影業電視的AXN自2015年6月29日起，於每週一晚間9點首播，並搶先在6月22日於光點華山電影館舉辦首集特映。
本季於香港無綫電視明珠台接檔《「法」妻》第4季，自2015年4月30日至8月6日間，於星期四晚間10點40分播映至11點35分，並由《心計》接檔。在Netflix於2016年1月7日進軍亞洲華語地區時，香港與新加坡等地便上線全季集數，臺灣則在同年6月1日才上線。

## DVD發行
| 逍遙法外：完整第一季 How to Get Away with Murder: The Complete First Season |                                                                   |                                                                   |                                                                |                                                                |                                                                |
| 詳細資料                                                                    | 詳細資料                                                          | 詳細資料                                                          | 特別收錄                                                       | 特別收錄                                                       | 特別收錄                                                       |
| - 15集（1集延長） - 4片光碟 - 英語（杜比數位 5.1環繞） - 拍攝構想           | - 15集（1集延長） - 4片光碟 - 英語（杜比數位 5.1環繞） - 拍攝構想 | - 15集（1集延長） - 4片光碟 - 英語（杜比數位 5.1環繞） - 拍攝構想 | - 特別幕後花絮 - 〈Bye Felicia〉音樂錄影帶 - 刪減畫面 - NG片段 | - 特別幕後花絮 - 〈Bye Felicia〉音樂錄影帶 - 刪減畫面 - NG片段 | - 特別幕後花絮 - 〈Bye Felicia〉音樂錄影帶 - 刪減畫面 - NG片段 |
| 發行日期                                                                    |                                                                   |                                                                   |                                                                |                                                                |                                                                |
| 區域1                                                                       | 區域1                                                             | 區域2                                                             | 區域2                                                          | 區域4                                                          | 區域4                                                          |
| 2015年8月4日                                                                | 2015年8月4日                                                      | 2015年11月16日                                                    | 2015年11月16日                                                 | 2015年11月11日                                                 | 2015年11月11日                                                 |

## 外部連結
- 官方网站
- 《逍遙法外》各集列表 来自互联网电影数据库
- 製作公司官方網站（英文）